# Grecia en los Juegos Olímpicos de Londres 1908
Grecia estuvo representada en los Juegos Olímpicos de Londres 1908 por un total de  deportistas que compitieron en  deportes.  
El portador de la bandera en la ceremonia de apertura fue el atleta Nikólaos Yeorgantás.

## Medallistas
El equipo olímpico griego obtuvo las siguientes medallas:
| Nombre                   | Deporte   | Competición         |
| ------------------------ | --------- | ------------------- |
| Oro                      |           |                     |
| —                        |           |                     |
| Plata                    |           |                     |
| Konstantinos Tsiklitiras | Atletismo | Salto de altura M   |
| Konstantinos Tsiklitiras | Atletismo | Salto de longitud M |
| Mijalis Dórizas          | Atletismo | Jabalina M          |
| Bronce                   |           |                     |
| Anastasios Metaxás       | Tiro      | Tiro al pichón M    |